# رامون مور
رامون مور (بالإنجليزية: Ramone Moore)‏ مواليد 27 مايو 1989 في فيلادلفيا، هو لاعب كرة سلة أمريكي. بدأ مسيرته الاحترافية في سنة 2012. يبلغ طوله 6 قدم 4 بوصة (1.9 م).

## المسيرة الاحترافية
لعب مع بييلا لكرة السلة في سنة 2012، ثم لعب مع ملبورن يونايتد في الدوري الأسترالي في موسم 2016–2017، ثم لعب مع نادي ليتكابليس لكرة السلة في سنة 2017.

## روابط خارجية
- رامون مور على موقع كرة السلة الأوروبية.كوم (الإنجليزية)
- رامون مور على موقع كلية كرة السلة في سبورتس رفرنس.كوم (الإنجليزية)
- رامون مور على موقع ريلجم (الإنجليزية)
- رامون مور على موقع بروبوليرز (الإنجليزية)
- رامون مور على موقع سبورتس رفرنس (الإنجليزية)
- رامون مور على موقع سبورتس رفرنس (الإنجليزية)